# Data Soft VDP 80
Data Soft VDP 80 (VDP 80) је био кућни рачунар фирме Data Soft који је почео да се производи у Француској од 1977. године.
Користио је Intel 8085 као микропроцесор. RAM меморија рачунара је имала капацитет од 32 KB (до 64 KB). 
Као оперативни систем кориштен је CP/M.

## Детаљни подаци
Детаљнији подаци о рачунару VDP 80 су дати у табели испод.
|                       |                                                                 |
| [ 1 ]                 |                                                                 |
| Произвођач            |                                                                 |
| Тип                   | кућни рачунар                                                   |
| Меморија              | 32 (до 64 )                                                     |
| Поријекло             | Француска                                                       |
| Година                | 1977                                                            |
| Тастатура             | тастатура са пуним помаком тастера са нумеричком тастатуром     |
| Процесор              | 8085                                                            |
| Фреквенција процесора | 3                                                               |
| RAM                   | 32 (до 64 )                                                     |
| ROM                   | непознато                                                       |
| Текст                 | 80 x 24 (са инверзним видео модом и 256 програмибилних знакова) |
| Графика               | Нема.                                                           |
| Боја                  | једна боја, уграђени монитор                                    |
| Звук                  | непознато                                                       |
| Димензије             |                                                                 |
| Портови               |                                                                 |
| Оперативни систем     |                                                                 |